# Metropolitane stad
De metropolitane stad (Italiaans: città metropolitana) is een Italiaanse bestuurslaag ingesteld door de Wet 142/1990 op de hervorming van de lokale overheidsorganen, en in werking getreden op 1 januari 2015. Een metropolitane stad bestaat uit een grote stad met omliggende gemeenten en is de rechtsopvolger van de voorheen daar bestaande provincie.

## Lijst van metropolitane steden

Metropolitane stad

|  | Metropolitane stad           | Oppervlakte (km²) | Inwoners 31/12/2014 | Bevolkingsdichtheid inwoners/km² | Operatief sinds  |
|  | ---------------------------- | ----------------- | ------------------- | -------------------------------- | ---------------- |
|  | Bari                         | 3.821             | 1.266.379           | 331                              | 1 januari 2015   |
|  | Bologna                      | 3.702             | 1.004.323           | 271                              | 1 januari 2015   |
|  | Cagliari                     | 1.248             | 432.037             | 345                              | 11 april 2015    |
|  | Catania                      | 3.574             | 1.116.168           | 312                              | 4 januari 2016   |
|  | Florence Firenze             | 3.514             | 1.012.180           | 288                              | 1 januari 2015   |
|  | Genua Genova                 | 1.839             | 862.175             | 469                              | 1 januari 2015   |
|  | Messina                      | 3.266             | 647.477             | 198                              | 4 januari 2016   |
|  | Milaan Milano                | 1.575             | 3.196.825           | 2.030                            | 1 januari 2015   |
|  | Napels Napoli                | 1.171             | 3.118.149           | 2.663                            | 1 januari 2015   |
|  | Palermo                      | 5.009             | 1.276.525           | 255                              | 4 januari 2016   |
|  | Reggio Calabria              | 3.183             | 557.993             | 175                              | 7 augustus 2016  |
|  | Rome Hoofdstad Roma Capitale | 5.352             | 4.342.046           | 811                              | 1 januari 2015   |
|  | Turijn Torino                | 6.829             | 2.291.719           | 336                              | 1 januari 2015   |
|  | Venetië Venezia              | 2.462             | 858.198             | 349                              | 31 augustus 2015 |